# Carrom

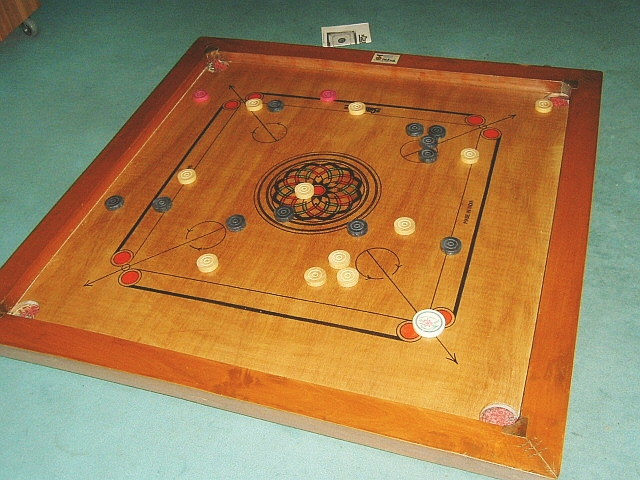
Tabuleiro e peças do Carrom

O Carrom é um jogo de tabuleiro semelhante ao jogo de bilhar, muito praticado em países da Ásia, em especial na Índia. O jogo pode ser praticado por dois ou quatro jogadores (que se enfrentam por pares nesse caso). 

## Componentes
O Carrom é jogado em um tabuleiro quadrado de madeira de cerca de 74 cm de lado, com quatro buracos, um em cada canto do quadrado. O jogo é composto de 9 peças circulares brancas, 9 peças circulares pretas e uma peça circular vermelha, também chamada de rainha. A cada jogador é atribuída uma cor das peças. Cada jogador dispõe de uma peça circular maior e mais pesada, o Striker, com a qual deve atingir as demais peças.

## Objetivo do jogo
O objetivo do jogo é encaçapar todas as peças da sua cor nos buracos, antes que o adversário faça o mesmo. O jogador continua com o direito do jogar à medida em que encaçapa cada uma de suas peças.

## Regras
No início as peças são colocadas no centro do tabuleiro, dentro do círculo interior. A rainha, que é vermelha, é colocada exatamente no meio do tabuleiro. Em volta dela, colocam-se alternadamente três pedras brancas e três pretas. Em seguida colocam-se em torno destas as restantes seis pedras brancas e seis pretas, também alternadamente, de maneira que os cantos do hexágono resultante são constituídos por pedras brancas.
O striker só pode ser colocado do lado do jogador que faz a jogada, dentro das duas linhas marcadas no tabuleiro. A partir desse local, o striker é impulsionado para 
A rainha deve ser encaçapada antes que o jogador vencedor encaçape a última pedra. Imediatamente após ser encaçapada, a rainha deve ser "coberta", isto é, é necessário que o jogador encaçape imediatamente uma peça logo após encaçapar a rainha. Se não conseguir, a rainha volta ao tabuleiro no meio do círculo centra.
Caso o jogador encaçape o striker, ele comete uma falta. Nesse caso, se ele já tiver encaçapado uma peça, essa volta ao tabuleiro no círculo central.